# Eerste klasse 2017-18 (basketbal België)
De EuroMillions Basketball League 2017/18 was het 71e seizoen van de hoogste basketbalklasse in België. Het seizoen begon op 23 september 2017 en eindigde met de finales van de play-offs op 13 juni 2018. BC Oostende won zijn negentiende landstitel na de Antwerp Giants met 3-0 te verslaan in de finales van de play-offs.

## Competitieformat
Er werd eerst een regulier seizoen gespeeld waarin alle ploegen vier keer tegen elkaar speelden. Hierna volgden play-offs met de top acht van deze ploegen met best of three format. De finale werd gespeeld over vijf wedstrijden.

## Verloop
BC Oostende leidde de competitie na de reguliere competitie gevolgd door Antwerp Giants en Spirou Charleroi. De nummers een en twee uit de reguliere competitie stoten ook door naar de finale waarin Oostende met 3-0 te sterk was voor de Antwerp Giants.

## Teams
| Club                  | Coach                 | Stad       | Hal                              | Capaciteit |
| --------------------- | --------------------- | ---------- | -------------------------------- | ---------- |
| Basic-Fit Brussels    | Laurent Monier        | Brussel    | Sportcomplex Neder-Over-Heembeek | 1.200      |
| Limburg United        | Pascal Angillis       | Hasselt    | Sporthal Alverberg               | 1.730      |
| Belfius Mons-Hainaut  | Daniel Goethals       | Bergen     | Mons.Arena                       | 4.000      |
| Kangoeroes Willebroek | Yves Defraigne        | Willebroek | Sporthal De Schalk               | 1.000      |
| Liège Basket          | Laurent Constantiello | Luik       | Country Hall Ethias              | 5.000      |
| Okapi Aalstar         | Jean-Marc Jaumin      | Aalst      | Okapi Forum                      | 2.800      |
| Antwerp Giants        | Roel Moors            | Antwerpen  | Lotto Arena                      | 5.218      |
| Spirou Charleroi      | Brian Lynch           | Charleroi  | Spiroudome                       | 6.200      |
| Leuven Bears          | Eddy Casteels         | Leuven     | Sportoase Arena                  | 3.400      |
| BC Oostende           | Dario Gjergja         | Oostende   | Versluys Dôme                    | 5.000      |

## Trainerswissels
| Trainer               | Datum                        | Club                  | Reden voor ontslag of vertrek        | Positie | Opvolger              | Datum aankondiging opvolger |
| --------------------- | ---------------------------- | --------------------- | ------------------------------------ | ------- | --------------------- | --------------------------- |
| Pascal Angillis       | Voor aanvang seizoen 2017/18 | Spirou Charleroi      | Einde interim                        | -       | Brian Lynch           | 7 april 2017                |
| Brian Lynch           | Voor aanvang seizoen 2017/18 | Limburg United        | Vertrek naar Spirou Charleroi        | -       | Ronnie McCollum       | 9 april 2017                |
| Serge Crèvecoeur      | Voor aanvang seizoen 2017/18 | Basic-Fit Brussels    | Vertrek naar Élan Pau-Lacq-Orthez    | -       | Laurent Monier        | 28 juni 2017                |
| Frank De Meulemeester | Voor aanvang seizoen 2017/18 | Belfius Mons-Hainaut  | Einde interim                        | -       | Daniel Goethals       | 13 maart 2017               |
| Sacha Massot          | Voor aanvang seizoen 2017/18 | Liège Basket          | Einde interim                        | -       | Laurent Constantiello | 27 augustus 2017            |
| Steve Ibens           | Voor aanvang seizoen 2017/18 | Okapi Aalstar         | Werd assistent-coach bij Okapi Aalst | -       | Jean-Marc Jaumin      | 19 april 2017               |
| Daniel Goethals       | Voor aanvang seizoen 2017/18 | Kangoeroes Willebroek | Vertrek naar Belfius Mons-Hainaut    | -       | Damir Milačić         | 31 maart 2017               |
| Ronnie McCollum       | 20 november 2017             | Limburg United        | Ontslag                              | ?       | Pascal Angillis       | 20 november 2017            |
| Ferried Naciri        | 2 december 2017              | Leuven Bears          | Werd assistent-coach Leuven Bears    | ?       | Chris Mayes           | 2 december 2017             |
| Chris Mayes           | 8 januari 2018               | Leuven Bears          | Ontslag                              | ?       | Eddy Casteels         | 8 januari 2018              |
| Damir Milačić         | 30 januari 2018              | Kangoeroes Willebroek | Ontslag                              | 9e      | Yves Defraigne        | 30 januari 2018             |

## Regulier seizoen
| Pos | Ploeg                 | Wed | W  | V  | PV   | PT   | Ptn |
| --- | --------------------- | --- | -- | -- | ---- | ---- | --- |
| 1   | BC Oostende           | 36  | 29 | 7  | 2969 | 2470 | 65  |
| 2   | Antwerp Giants        | 36  | 27 | 9  | 2911 | 2618 | 63  |
| 3   | Proximus Spirou       | 36  | 25 | 11 | 2954 | 2783 | 61  |
| 4   | Okapi Aalstar         | 36  | 23 | 13 | 2898 | 2708 | 59  |
| 5   | Belfius Mons-Hainaut  | 36  | 20 | 16 | 2870 | 2886 | 56  |
| 6   | Limburg United        | 36  | 16 | 20 | 2889 | 2903 | 52  |
| 7   | Kangoeroes Willebroek | 36  | 13 | 23 | 2826 | 3111 | 49  |
| 8   | Basic-Fit Brussels    | 36  | 12 | 24 | 2637 | 2812 | 48  |
| 9   | Liège Basket          | 36  | 8  | 28 | 2970 | 3217 | 44  |
| 10  | Leuven Bears          | 36  | 7  | 29 | 2628 | 3044 | 43  |

## Play-offs
|  | Kwartfinale | Kwartfinale           | Kwartfinale     |                |                 | Halve finale   | Halve finale | Halve finale |  |  | Finale | Finale      | Finale |
|  |             |                       |                 |                |                 |                |              |              |  |  |        |             |        |
|  | 1           | BC Oostende           | 2               |                |                 |                |              |              |  |  |        |             |        |
|  | 8           | Basic-Fit Brussels    | 0               |                |                 |                |              |              |  |  |        |             |        |
|  | 8           | Basic-Fit Brussels    | 0               |                | 1               | BC Oostende    | 2            |              |  |  |        |             |        |
|  |             |                       |                 |                | 1               | BC Oostende    | 2            |              |  |  |        |             |        |
|  |             | 4                     | Okapi Aalstar   | 0              |                 |                |              |              |  |  |        |             |        |
|  | 4           | 4                     | Okapi Aalstar   | 0              | Okapi Aalstar   | 2              |              |              |  |  |        |             |        |
|  | 4           |                       |                 |                | Okapi Aalstar   | 2              |              |              |  |  |        |             |        |
|  | 5           | Belfius Mons-Hainaut  | 1               |                |                 |                |              |              |  |  |        |             |        |
|  |             |                       |                 |                |                 |                |              |              |  |  | 1      | BC Oostende | 3      |
|  |             |                       | 2               | Antwerp Giants | 0               |                |              |              |  |  |        |             |        |
|  | 2           | Antwerp Giants        | 2               |                |                 |                |              |              |  |  |        |             |        |
|  | 7           | Kangoeroes Willebroek | 0               |                |                 |                |              |              |  |  |        |             |        |
|  | 7           | Kangoeroes Willebroek | 0               |                | 2               | Antwerp Giants | 2            |              |  |  |        |             |        |
|  |             |                       |                 |                | 2               | Antwerp Giants | 2            |              |  |  |        |             |        |
|  |             | 3                     | Proximus Spirou | 0              |                 |                |              |              |  |  |        |             |        |
|  | 3           | 3                     | Proximus Spirou | 0              | Proximus Spirou | 2              |              |              |  |  |        |             |        |
|  | 3           |                       |                 |                | Proximus Spirou | 2              |              |              |  |  |        |             |        |
|  | 6           | Limburg United        | 0               |                |                 |                |              |              |  |  |        |             |        |

### Kwartfinale
| Team 1           | Score | Team 2                | Game 1 | Game 2 | Game 3 |
| ---------------- | ----- | --------------------- | ------ | ------ | ------ |
| BC Oostende      | 2–0   | Basic-Fit Brussels    | 103-62 | 84-63  |        |
| Okapi Aalstar    | 2–1   | Belfius Mons-Hainaut  | 79-81  | 82-80  | 81-71  |
| Antwerp Giants   | 2–0   | Kangoeroes Willebroek | 76-62  | 95-65  |        |
| Spirou Charleroi | 2–0   | Limburg United        | 89-62  | 80-73  |        |

### Halve finale
| Team 1         | Score | Team 2           | Game 1 | Game 2 | Game 3 |
| -------------- | ----- | ---------------- | ------ | ------ | ------ |
| BC Oostende    | 2–0   | Okapi Aalstar    | 82-60  | 80-64  |        |
| Antwerp Giants | 2–0   | Spirou Charleroi | 90-80  | 83-82  |        |

### Finale
| Team 1      | Score | Team 2         | Game 1 | Game 2 | Game 3 | Game 4 | Game 5 |
| ----------- | ----- | -------------- | ------ | ------ | ------ | ------ | ------ |
| BC Oostende | 3–0   | Antwerp Giants | 75-67  | 74-66  | 78-67  |        |        |

## Statistieken
| Rang | Speler         | Ploeg                 | PPW  |
| ---- | -------------- | --------------------- | ---- |
| 1.   | Miloš Bojović  | Liège Basket          | 18,3 |
| 2.   | Garlon Green   | Belfius Mons-Hainaut  | 16,0 |
| 3.   | Mike Smith     | Basic-Fit Brussels    | 15,6 |
| 4.   | Pape Badji     | Kangoeroes Willebroek | 14,7 |
| 5.   | Kenyon McNeail | Kangoeroes Willebroek | 14,2 |

| Rang | Speler           | Ploeg                 | RPW |
| ---- | ---------------- | --------------------- | --- |
| 1.   | Tonye Jekiri     | BC Oostende           | 7,3 |
| 2.   | Brandon Peterson | Basic-Fit Brussels    | 7,2 |
| 3.   | Matthew Tiby     | Belfius Mons-Hainaut  | 7,1 |
| 4.   | Pape Badji       | Kangoeroes Willebroek | 7,1 |
| 5.   | Jordan Heath     | Limburg United        | 6,6 |

| Rang | Speler         | Ploeg                 | APW |
| ---- | -------------- | --------------------- | --- |
| 1.   | Joe Rahon      | Limburg United        | 5,6 |
| 2.   | Domien Loubry  | Basic-Fit Brussels    | 5,0 |
| 3.   | Kenyon McNeail | Kangoeroes Willebroek | 5,0 |
| 4.   | Dušan Đorđević | BC Oostende           | 4,7 |
| 5.   | Paris Lee      | Antwerp Giants        | 4,4 |

| Rang | Speler           | Ploeg          | BPW |
| ---- | ---------------- | -------------- | --- |
| 1.   | Moses Kingsley   | Antwerp Giants | 1,4 |
| 2.   | Bill Amis        | Okapi Aalstar  | 1,1 |
| 3.   | Jordan Heath     | Limburg United | 1,1 |
| 4.   | Joey van Zegeren | Leuven Bears   | 1,1 |
| 5.   | Khaliq Spicer    | Limburg United | 1,0 |

| Rang | Speler        | Ploeg                | SPW |
| ---- | ------------- | -------------------- | --- |
| 1.   | Miloš Bojović | Liège Basket         | 1,9 |
| 2.   | Paris Lee     | Antwerp Giants       | 1,8 |
| 3.   | Chris Jones   | Belfius Mons-Hainaut | 1,7 |
| 4.   | Scott Thomas  | Spirou Charleroi     | 1,7 |
| 5.   | Mike Smith    | Basic-Fit Brussels   | 1,4 |

| Rang | Speler         | Ploeg                 | I    |
| ---- | -------------- | --------------------- | ---- |
| 1.   | Seth Tuttle    | Spirou Charleroi      | 17,3 |
| 2.   | Kenyon McNeail | Kangoeroes Willebroek | 16,9 |
| 3.   | Pape Badji     | Kangoeroes Willebroek | 16,9 |
| 4.   | Hans Vanwijn   | Antwerp Giants        | 16,2 |
| 5.   | Chris Jones    | Belfius Mons-Hainaut  | 16,2 |

## Prijzen
| Prijs                        | Persoon                | Ploeg          |
| ---------------------------- | ---------------------- | -------------- |
| MVP of the Year              | Jean Salumu            | BC Oostende    |
| Ster van de coaches          | Olivier Troisfontaines | Okapi Aalstar  |
| Belgisch speler van het jaar | Jean Salumu            | BC Oostende    |
| Belofte van het jaar         | Thomas Akyazili        | Antwerp Giants |
| Coach van het jaar           | Dario Gjergja          | BC Oostende    |

1928 · 1929 · 1930 · 1931 · 1932 · 1933 · 1934 · 1935 · 1936 · 1937 · 1938 · 1939 · 1940 · 1941 · 1942 · 1943 · 1944 · 1945 · 1946 · 1947 · 1948 · 1949 · 1950 · 1951 · 1952 · 1953 · 1954 · 1955 · 1956 · 1957 · 1958 · 1959 · 1960 · 1961 · 1962 · 1963 · 1964 · 1965 · 1966 · 1967 · 1968 · 1969 · 1970 · 1971 · 1972 · 1973 · 1974 · 1975 · 1976 · 1977 · 1978 · 1979 · 1980 · 1981 · 1982 · 1983 · 1984 · 1985 · 1986 · 1987 · 1988 · 1989 · 1990 · 1991 · 1992 · 1993 · 1994 · 1995 · 1996 · 1997 · 1998 · 1999 · 2000 · 2001 · 2002 · 2003 · 2004 · 2005 · 2006 · 2007 · 2008 · 2009 · 2010 · 2011 · 2012 · 2013 · 2014 · 2015 · 2016 · 2017 · 2018 · 2019 · 2020 · 2021